# Børge Krogh
Børge Krogh (* 18. April 1942 in Aalborg; † 7. September 2022 ebenda) war ein dänischer Boxer.

## Werdegang
Børge Krogh begann im Alter von 15 Jahren beim AK Jyden mit dem Boxen. Als 16-Jähriger gewann er 1958 die jütländische Seniorenmeisterschaft im Fliegengewicht. Und in den folgenden drei Jahren konnte er neben der jütländischen auch die dänische Meisterschaft im Federgewicht gewinnen. Bei den Olympischen Sommerspielen 1960 in Rom unterlag er in der ersten Runde des Federgewichtsturniers dem Finnen Jorma Limmonen. 1962 wechselte Krogh in die Leichtgewichtsklasse und wurde erneut dänischer sowie jütländischer Meister. Ein Jahr später wiederholte er diesen Erfolg und wechselte zum Bokseklubben BK Kelly, wo er die Kopenhagener Meisterschaft gewann. Bei den Olympischen Sommerspielen 1964 in Tokio schied er im Leichtgewichtsturnier, nachdem er in der ersten Runde ein Freilos hatte, in der zweiten Runde gegen Rodolfo Arpon von den Philippinen aus.
Nach seiner zweiten Olympiateilnahme und 225 Amateurkämpfen wurde Krogh Profi. Sein Debüt gab er in der K.B. Hallen am 5. November 1964, wo er den Franzosen Christian Lefevre durch Knockout besiegte. Es folgten weitere 18 Kämpfe, in denen er ungeschlagen blieb. In einem Kampf um die Europameisterschaft im Leichtgewicht besiegte Krogh den Franzosen Maurice Tavant am 3. November 1966. Am 30. Juni 1967 forderte Krogh den Spanier Pedro Carrasco zum Kampf heraus, da Krogh tiefe Schnittwunden an beiden Augen hatte, brach der Ringrichter in der achten Runde den Kampf ab. Es war die erste Niederlage des Dänen in 28 Kämpfen. Carrasco wurde später Weltmeister. Es folgten sechs weitere siegreiche Kämpfe, ehe er gegen Olli Maeki am 4. April 1968 ein Unentschieden erzielte. In seinem nächsten Kampf am 2. Mai 1968 unterlag Krogh Jim McCormack aus Nordirland. Am 27. August 1970 kam es in der Valby-Hallen zu einem Kampf gegen den Europameister im Halbweltergewicht René Roque. Trotz guter Leistungen konnte Roque durch ein Unentschieden seinen Titel behalten. In der Folgezeit boxte Krogh noch drei weitere Kämpfe, unterlag jedoch zweimal wegen eines Abbruchs aufgrund von Augenverletzungen.
Nach seiner Karriere war Børge Krogh viele Jahre als Boxtrainer tätig und trainierte dabei unter anderem Jørgen Hansen und Ayub Kalule. Beruflich war er Lehrer und Schulleiter an der Klostermarksskolen in Aalborg.
1968 spielte er im Film Lille mand, pas på! mit.